# کولنبرگ
کولنبرگ (به آلمانی: Collenberg) یک شهر  در آلمان است که در میلتنبرگ واقع شده‌است.